# Amanda Blake
Amanda Blake, nata Beverly Louise Neill (Buffalo, 20 febbraio 1929 – Sacramento, 16 agosto 1989), è stata un'attrice statunitense conosciuta principalmente per il ruolo di "Miss Kitty" in Gunsmoke, longeva serie televisiva della CBS, in onda dal 1955 al 1975.

## Biografia
Prima di iniziare la propria carriera televisiva, lavorò come centralinista. Soprannominata "La giovane Greer Garson", divenne popolarissima grazie al ruolo di "Kitty Russell" nella serie televisiva western Gunsmoke. Miss Kitty era la proprietaria del Long Branch Saloon, dal quale dispensava saggezza, whisky, chiavi di camere da letto e donne "stravaganti". Proprio come per il sodalizio umano e professionale tra Perry Mason e la sua segretaria Della Street, anche Kitty e Matt Dillon, il generale di Dodge City interpretato da James Arness nella finzione televisiva ebbero una salda relazione. Alla fine della serie il personaggio di Kitty presumibilmente parte da Dodge City, durante la diciannovesima stagione. James Arness lasciò la serie nel 1974 per dedicarsi ad altri progetti professionali.
La lunga esperienza televisiva con Gunsmoke non consentì alla Blake di apparire con altrettanta regolarità sul grande schermo. Da ricordare un'altra sua partecipazione televisiva, quella nel Red Skelton Show, prodotto dalla CBS.
Nel 1968 la Blake entrò nella Hall of Great Western Performers del National Cowboy & Western Heritage Museum a Oklahoma City, sei anni prima che anche il leggendario John Wayne entrasse a farne parte nel 1974. Altri componenti sono Ken Curtis, Dennis Weaver e Milburn Stone. La Blake fu la terza attrice a fare l'ingresso nella Hall, dopo Tom Mix e Gary Cooper, entrati rispettivamente nel 1958 e nel 1966.
Dopo Gunsmoke, la Blake si ritirò nella sua casa di Phoenix (Arizona), prendendo parte solo a pochi film ed episodi tv. Amante degli animali, fu tra i fondatori della Arizona Animal Welfare League nel 1971, oggi il più vecchio e più grande rifugio per gli animali dello stato. Nel 1980 le fu diagnosticata una forma di cancro alla bocca dalla quale riuscì a guarire. Nel 1985 sostenne finanziariamente l'avvio del Performing Animal Welfare Society (PAWS) e spese molto tempo e denaro per sostenere gli sforzi di quest'associazione, viaggiando anche in Africa.
Nei primi anni ottanta alla Blake venne diagnosticato l'AIDS. Non è chiaro come avesse contratto la malattia, ma lei ritenne di essere stata infettata dal suo quinto marito, che, a quel che si diceva, era bisessuale. Morì di questa malattia poco dopo il loro matrimonio a Sacramento, all'età di sessant'anni.
Nel 1997 l'Amanda Blake Memorial Wildlife Refuge aprì nel Rancho Seco Park a Herald, California.

## Filmografia parziale

### Cinema
- Stars in My Crown, regia di Jacques Tourneur (1950)
- La duchessa dell'Idaho (Duchess of Idaho), regia di Robert Z. Leonard (1950)
- L'angelo scarlatto (Scarlet Angel), regia di Sidney Salkow (1952)
- Lili, regia di Charles Walters (1953)
- Ho sposato un pilota (Sabre Jet), regia di Louis King (1953)
- È nata una stella (A Star Is Born), regia di George Cukor (1954)
- Addio signora Leslie (About Mrs. Leslie), regia di Daniel Mann (1954)
- Le avventure di Hajji Babà (The Adventures of Hajji Baba), regia di Don Weis (1954)
- La scarpetta di vetro (The Glass Slipper), regia di Charles Walters (1955)
- High Society, regia di William Beaudine (1955)
- Betrayal, regia di Gordon Hessler (1974)
- B.O.R.N., regia di Ross Hagen (1988)
- Cocaina (The Boost), regia di Harold Becker (1988)

### Televisione
- Schlitz Playhouse of Stars – serie TV, 2 episodi (1952)
- Lux Video Theatre – serie TV, 1 episodio (1953)
- Cavalcade of America – serie TV, 1 episodio (1953)
- Four Star Playhouse – serie TV, 1 episodio (1954)
- Gunsmoke – serie TV, 425 episodi (1955-1974)
- Alfred Hitchcock presenta (Alfred Hitchcock Presents) – serie TV, episodio 1x26 (1956)
- State Trooper – serie TV, 1 episodio (1957)
- Studio One – serie TV, 1 episodio (1958)
- General Electric Theater – serie TV, episodio 8x04 (1959)
- Racconti della frontiera (The Quest) – serie TV, 1 episodio (1976)
- Love Boat (The Love Boat) – serie TV, 1 episodio (1979)
- Cuore e batticuore (Hart to Hart) – serie TV, 1 episodio (1983)
- Dragnet – serie TV, 1 episodio (1984)

## Doppiatrici italiane
- Dhia Cristiani in L'angelo scarlatto, La scarpetta di vetro
- Renata Marini in Le avventure di Hajji Babà